# Batalion Zapasowy Czołgów
Batalion Zapasowy Czołgów – zapasowa jednostka pancerna Polskich Sił Zbrojnych.
22 czerwca 1943  stacjonujący w Quisil Ribat Ośrodek Wyszkolenia Pancernego przekształcony został w Batalion Zapasowy Czołgów. Część kadry przekazano też do organizowanego Ośrodka Wyszkolenia Motorowego i Broni Pancernej.
5 lipca 1943 batalion przegrupował się  do Gedery w Palestynie. W sierpniu batalion oddał większość żołnierzy reorganizującej się  2 Brygadzie Pancernej. Kolejnym stałym mp batalionu był obóz w Quassasin w Egipcie. Pierwszy rozkaz w obozie opatrzony jest datą 9 lutego 1944.
8 kwietnia batalion został zaokrętowany w Port Saidzie i po kilkudniowym rejsie przez Morze Śródziemne przybył do Włoch. 12 kwietnia rzut pieszy skierowano do Neapolu, a rzut gąsienicowy do Taranto. Następnie batalion skierowano  do Frigento w rejon rozmieszczenia brytyjskich zapasowych pułków pancernych. W tym czasie oddział podlegał Brytyjczykom pod względem szkoleniowym i zaopatrzenia. Od 13 kwietnia 1944 batalion włączony został w skład 2 Brygady Pancernej.

## Dowódcy batalionu
- mjr Witold Hankisz (do 3 IX 1943 → komendant Kwatery Głównej 2 BPanc)
- mjr Zygmunt Chabowski (do 5 I 1944)
- kpt. Bronisław Rafalski
- mjr Leon Jankowski[1] (w trakcie reorganizacji)

## Przekształcenia
Ośrodek Organizacyjny Broni Pancernej ↗ Batalion Zapasowy Czołgów (22.06. 1943 – 14.04.1944) → Ośrodek Zapasowy Broni Pancernej → 7 Pułk Pancerny (PSZ)